# Byrdstown
La ville américaine de Byrdstown est le siège du comté de Pickett, dans l’État du Tennessee. Lors du recensement de 2000, sa population s’élevait à 903 habitants.

## Source
- (en) Cet article est partiellement ou en totalité issu de l’article de Wikipédia en anglais intitulé « Byrdstown, Tennessee » (voir la liste des auteurs).